# James Francis Stafford
James Francis Stafford (Baltimore, Maryland, 26 de julho de 1932) é um cardeal da Igreja Católica estadunidense, Penitenciário-mór emérito da Penitenciária Apostólica.

## Biografia
Em 1950, foi estudar no Loyola College em Baltimore com a intenção de seguir carreira na medicina, mas em 1952, a morte violenta de um amigo o levou a repensar seu futuro e entrar no Seminário St. Mary em Baltimore. Depois, estudou na Pontifícia Universidade Gregoriana de Roma, onde obteve a licenciatura em teologia e na Universidade Católica da América, em Washington D.C., onde obteve um mestrado em assistência social.
Foi ordenado padre em 15 de dezembro de 1957, no Pontifício Colégio Norte-Americano de Roma, por Martin John O'Connor, bispo-titular de Tespia, reitor do Pontifício Colégio. Na mesma cerimônia foi ordenado Edward Michael Egan, outro futuro cardeal. Após seu ministério pastoral em Baltimore, em 28 de julho de 1970, foi nomeado Capelão de Sua Santidade.
Foi eleito bispo-titular de Respecta e nomeado bispo-auxiliar de Baltimore em 19 de janeiro de 1976, sendo consagrado em 29 de fevereiro de 1976, na Catedral de Maria Nossa Rainha, em Baltimore, por William Donald Borders, arcebispo de Baltimore, assistido pelo cardeal Lawrence Joseph Shehan, ex-arcebispo de Baltimore, e por Thomas Austin Murphy, bispo-titular de Appiaria, bispo-auxiliar de Baltimore. Foi transferido para a Diocese de Memphis em 17 de novembro de 1982. Foi promovido a arcebispo metropolitano de Denver em 30 de maio de 1986, onde permaneceu até 20 de agosto de 1996, quando renunciou ao governo arquiepiscopal para se tornar Presidente do Pontifício Conselho para os Leigos, cargo que exerceu até 4 de outubro de 2003.
Em 18 de janeiro de 1998, foi anunciada a sua criação como cardeal pelo Papa João Paulo II, no Consistório de 21 de fevereiro, em que recebeu o barrete vermelho e o título de Cardeal-diácono de Jesus Bom Pastor em Montagnola. Em 4 de outubro de 2003, foi nomeado penitenciário-mor da Igreja. Em 1 de março de 2008, torna-se cardeal-presbítero e recebe o titulus de São Pedro em Montorio. Devido à idade, renunciou como penitenciário-mor em 2 de junho de 2009.

## Conclaves
- Conclave de 2005 - participou do conclave de 18 a 19 de abril de 2005, que elegeu Joseph Ratzinger como Papa Bento XVI.
- Conclave de 2013 - não participou da eleição de Jorge Mario Bergoglio como Papa Francisco, pois perdeu o direito ao voto em 26 de julho de 2012.